# Genesys Conferencing
Intercall est un prestataire mondial de services de collaboration multimédia propriétaire de Genesys Conferencing. Son siège mondial était à Montpellier. Son produit phare, Genesys Meeting Center, est reconnu comme la première plate-forme collaborative intégrant dans une même interface l'audio, la vidéo et la web conférence.

## Histoire
Fondé en 1986 par Bernard Brabet à Montpellier:
Genesys Conferencing a placé au cœur de sa stratégie la recherche et l'innovation depuis sa création il y a 20 ans. En 1988, la société a lancé le tout premier service de téléconférence entièrement automatisé. 
En 1992, Genesys Conferencing commence son expansion européenne, suivie de l'entrée sur les marchés nord-américain et asiatique quelques années plus tard. Aujourd'hui, la société est présente dans 24 pays à travers le monde, et continue de pénétrer chaque année de nouveaux marchés. 
En 2001, la société a présenté le premier service de téléconférence multimédia, intégrant dans un même interface audio, web et visio conférence : Genesys Meeting Center. Parallèlement, la société doublait de taille et renforçait sa présence en Amérique du Nord avec l'acquisition de Vialog Corporation et Astound.
En 2006, Genesys Conferencing met sur le marché une offre de collaboration multimédia intégrant téléphonie classique et voix sur IP.
En juin 2008 West International Holdings met en œuvre le retrait obligatoire portant sur les actions de la société Genesys.
Depuis le 31 mai 2008, Genesys fait partie du groupe InterCall, leader mondial des fournisseurs de téléconférences.

## Services
Genesys Meeting Center est une plate-forme de collaboration multimédia intégrant dans une seule et même interface toutes les fonctionnalités de l'audio, de la vidéo et de la web conférence. D'un simple clic, les modérateurs peuvent se réunir par téléphone, dérouler des présentations PowerPoint, partager et modifier en temps réel n'importe quel document ou application, réaliser des sondages ou encore enregistrer une session pour consultation ultérieure. Genesys Meeting Center est actuellement disponible en français, anglais, japonais, suédois, allemand, hollandais, italien et espagnol. 
Genesys Event Service est une solution globale de communication événementielle, permettant la retransmission sur internet d’un évènement visant un public très large, en live et/ou en différé. La plate-forme rich-média de Genesys Event Service permet une synchronisation entre les flux audio, vidéo et Web qui composent la conférence. 
Genesys Video Services est un service de visioconférence multipoint, via IP ou RNIS, permettant la connexion vidéo de plusieurs sites, quels que soient les équipements, les réseaux et les normes utilisés.

## Gouvernance d'entreprise
Conseil d'administration
Les membres du conseil d'administration de Genesys Conferencing sont:
- François Legros
- Bo Dimert
- Timothy Samples
- David Detert
- Patrick S Jones
- Frédéric Spagnou

Comité de direction
- François Legros, Président directeur général
- Jim Huzell, Directeur Exécutif Groupe
- Shelly Robertson, Directeur Exécutif des Opérations
- Andrew Lazarus, Directeur Exécutif Finance
- Jim Lysinger, Directeur Exécutif Vente & Marketing
- Stephen Sperling, Directeur Exécutif Production & Infrastructure
- Denise Persson, Directeur Exécutif Marketing
- Oliver Fourcade, Directeur Exécutif Asie-Pacique

## Informations boursières
- Genesys Conferencing  n'est plus coté sur Euronext (ISIN: FR00004270270) à la suite de l'OPA de 2018 et s'est retiré du Nasdaq Global Market (ancien ticker: GNSY)